# Ferrari F40
Ферари F40 е суперавтомобил, произвеждан от Ферари между 1987 и 1992 г. като наследник на Ферари 288 GTO, с което има някои общи елементи. По време на производството, F40 е най-бързият, мощен и скъп автомобил на компанията и до днешен ден запазва позицията си на един от най-екстремните автомобили, които имат право да се движат по пътищата.

## История
F40 излиза в производство през 1987 г. в памет на четири десетилетия съществуване на автомобилите Ферари, от където носи и своето име. То е пряк наследник на 288 GTO, но историята зад създаването му е по-дълбока.
На 90-годишна възраст, Енцо Ферари е наясно, че животът му наближава своя край и е някак разочарован, че господството на Ферари по световните писти постепенно е загинала през годините. Затова Енцо иска да бъде създаден един нов проект, който да припомни на света за способностите на компанията, да се изправи срещу основния конкурент по онова време – Порше 959 и да го надвие. Мисията е ясна – да бъде създаден автомобил, съчетаващ всички известни на компанията технологии в безупречна състезателна кола, която все пак да притежава всичкото необходимо оборудване, за да може да се движи безпрепятствено и по обществените пътища. F40 е последният автомобил, одобрен лично от Енцо преди смъртта му.

## Дизайн
Външността на F40 е създадена изцяло с мисълта за висока аеродинамична ефективност и е истински модел за подражание по онова време. Челната площ е намалена, а обтекаемостта е подобрена, но основната цел е постигане на висока стабилност, а не ниско въздушно съпротивление и максимална скорост. Сред приоритетите е и охлаждането на форсирания турбо двигател, който генерира значителни количества топлина. В резултат на тези съображения, автомобилът прилича в голяма степен на закрит болид от Формула 1. Той има плоско дъно под предницата, радиаторите и кабината за намаляване на съпротивлението под колата и планка с дифузери зад двигателя за увеличаване на притискането към пътя, но двигателният отсек остава открит отдолу. Независимо от спойлерите и антикрилата, генериращи допълнително притискане, Коефициентът на обтекаемост остава нисък – Cd = 0,34.
Каросерията е изцяло нов дизайн на студиото Пининфарина, резултат на интензивни аеродинамични тестове и изградена от панели от кевлар, въглеродни влакна и алуминий с висока якост и малко тегло. Стоманеният монокок, който носи каросерията, има висока устойчивост в случай на катастрофа и значителна коравина, от което се облагодетелства управляемостта на автомобила. За снижаване на общата маса на автомобила допринасят пластмасовите преднен и странични прозорци, отсъствието на тапицерия на пода, музикална уредба, дръжки на вратите. В ранните модели отсъстват отваряемите прозорци, които се появяват по-късно, но автомобилът винаги е разполагал с климатична система. Всичко това довежда до маса от само 1102 кг.

## Двигател
Изцяло алуминиевият V8 двигател представлява силно преработена версия на този от GTO, с работен обем от 2936 см3. Подсилен чрез два турбокомпресора IHI, той развива максимална мощност от 478 к.с. при 7000 об./мин. с максимално турбо налягане 110 kPa и максимален въртящ момент от 573 Nm при 4000 об./мин. Двигателят разполага с по четири клапана на цилиндър, задвижвани от четири горно-разположени разпределителни валове. Всичката тази сила се предава на задните колела чрез 5-степенна ръчна скоростна кутия. В комбинация с ниската обща маса, автомобилът разпоалга с 435 к.с./тон.

## Ferrari F40 Competizione
F40 Competizione е неспонсорирана, по-мощна версия на F40 LM, която е създадена в резултат на искания на потребители от името на френски вносител, който иска да участва в състезанието 24 часа на Льо Ман.
Мощността на F40 Competizione е 700 к.с.; 691 к.с. (515 kW) при 8100 об/мин се осигурява от модернизиран V8 двигател с двойно турбопълнене. Съобщава се, че автомобилът може да достигне максимална скорост от около 367 км/ч (228 мили/ч).
Автомобилът с номер 80782 първоначално е закупен като пътна кола и е внесен в Нидерландия през 1989 г. от официалния вносител на Ferrari - Kroymans BV. След това Питер ван Ерп от Cavallino Tuning, състезателното подразделение на Kroymans, работи по привеждането на автомобила в съответствие със спецификацията "Competizione" с нови амортисьори, нови инструменти, спирачки, каросерия и нова боя.
Автомобилът е непрекъснато популяризиран в състезанието Ferrari Challenge и през 1995 г. са направени модификации, за да се запази конкурентоспособността на автомобила. Модификациите са направени от британското тунинг ателие G-Tex в сътрудничество с Michelotto и включват въздушни повдигачи, подобрен обръч на колелата и подобрения на двигателя, които увеличават мощността му до над 700 к.с. (710 к.с.; 522 kW). След като автомобилът е продаден на последния си собственик, той претърпява декоративна промяна, която се състои в пребоядисване на седалките в сив и син плат.

## Производство и цени
Автомобилът има средна заводска цена около 400 хил. щ.д., въпреки че някои клиенти заплащали до 1,6 млн. щ.д. за F40 в началото на 90-те години. Днес цените варират между 300 и 450 хил. щ.д. Цената е по-ниска в сравнение с тази на други суперавтомобили на Ферари поради сравнително големия брой произведени F40 – 1315 автомобила. Благодарение на това, а също и тъй като клиентелата не е била отбирана от производителя, много хора по онова време са закупили F40 просто като добра инвестиция. За да бъде предотвратено това за в бъдеще, Ферари подбра и покани само лоялни купувачи за своя последен топ модел Ферари Enzo.

## Галерия
- Червено Ферари F40.
- F40 с отворен преден капак.
- Под предния капак.
- Прозрачният капак на двигателя.